# Condate angulina
Condate angulina là một loài bướm đêm trong họ Erebidae.